# Stiftung Brückner-Kühner
Die Stiftung Brückner-Kühner wurde 1984 vom Schriftstellerehepaar Christine Brückner und Otto Heinrich Kühner in Kassel gegründet. Das Gebiet der zeitgenössischen Literatur und Sprachkultur mit Fokus auf das Komische und den Humor steht im Vordergrund der Stiftung. Sitz ist das Dichterhaus Brückner-Kühner, das ehemalige Wohnhaus der beiden Gründer.

## Geschäftsführung und Stiftungsorgane
Geschäftsführender Kurator ist Friedrich W. Block. Er leitet die Stiftung seit 1997 hauptberuflich. Walter Pape ist seit 1996 der Vorsitzende des Stiftungsrates, dem außerdem Friederike Emmerling, Renate Jakobson, Ingomar v. Kieseritzky, Christian Maintz, Uwe Wirth und Thomas Wohlfahrt angehören.

## Kasseler Literaturpreis für grotesken Humor
Der Kasseler Literaturpreis für grotesken Humor wird seit 1985 jährlich von der Stiftung und der Stadt Kassel vergeben. Der Preis ist mit 10.000 Euro dotiert. Ausgezeichnet werden Autoren von humoristischer, grotesker und komischer Literatur. Zusätzlich wird seit 1997 der mit 3000 Euro dotierte Förderpreis Komische Literatur an Autoren unter 35 Jahren vergeben, die am Anfang ihres Schaffens stehen.

## Freundeskreis Brückner-Kühner
Der Freundeskreis Brückner-Kühner unterstützt die Stiftung bei ihrer Arbeit und tritt für den Erhalt der Stiftung und des Dichterhaus Brückner-Kühner ein.